# Jukon
Jukon (ang. i fr. Yukon; dawniej: Terytorium Jukon, ang. Yukon Territory, fr. Territoire du Yukon) – terytorium Kanady, położone na północnym zachodzie kraju, częściowo w strefie podbiegunowej. Graniczy z Terytoriami Północno-Zachodnimi na wschodzie i Kolumbią Brytyjską na południu, a także amerykańskim stanem Alaska na zachodzie. Północną granicę terytorium stanowi wybrzeże Morza Beauforta. Stolicą i największym miastem terytorium jest Whitehorse.

## Geografia

### Ukształtowanie powierzchni
Zachodnia granica Jukonu wyznaczona jest przez południk 141°W, początkowo przechodzący przez najdalej wysunięte na północ pasmo Kordylierów. W tym paśmie znajdują się 3 większe przełęcze: Chilkat, Chilkoot i White Pass, będące przejściami na terytorium amerykańskiej Alaski. W Jukonie znajduje się najwyższy szczyt Kanady – góra Logan, wznosząca się 5959 m n.p.m. W Jukonie znajduje się także 20 innych szczytów o wysokości ponad 3000 m n.p.m. Południową część powierzchni zajmuje równina pomiędzy Kordylierami na południowym zachodzie a górami Selwyn na wschodzie i Ogilvie na północy. Wyżyna przecięta jest licznymi rzekami stanowiącymi dorzecze rzeki Jukon i porośnięta jest tajgą przechodzącą na północy w tundrę. Północną część Jukonu, począwszy od równoleżnika 66°N, stanowi nizina opadająca w kierunku północnych wybrzeży morskich. Północną granicą Jukonu jest 200-kilometrowy odcinek wybrzeża Morza Beauforta. Do terytorium należy też jedna wyspa morska – Herschel, która objęta jest parkiem narodowym.

### Wody śródlądowe

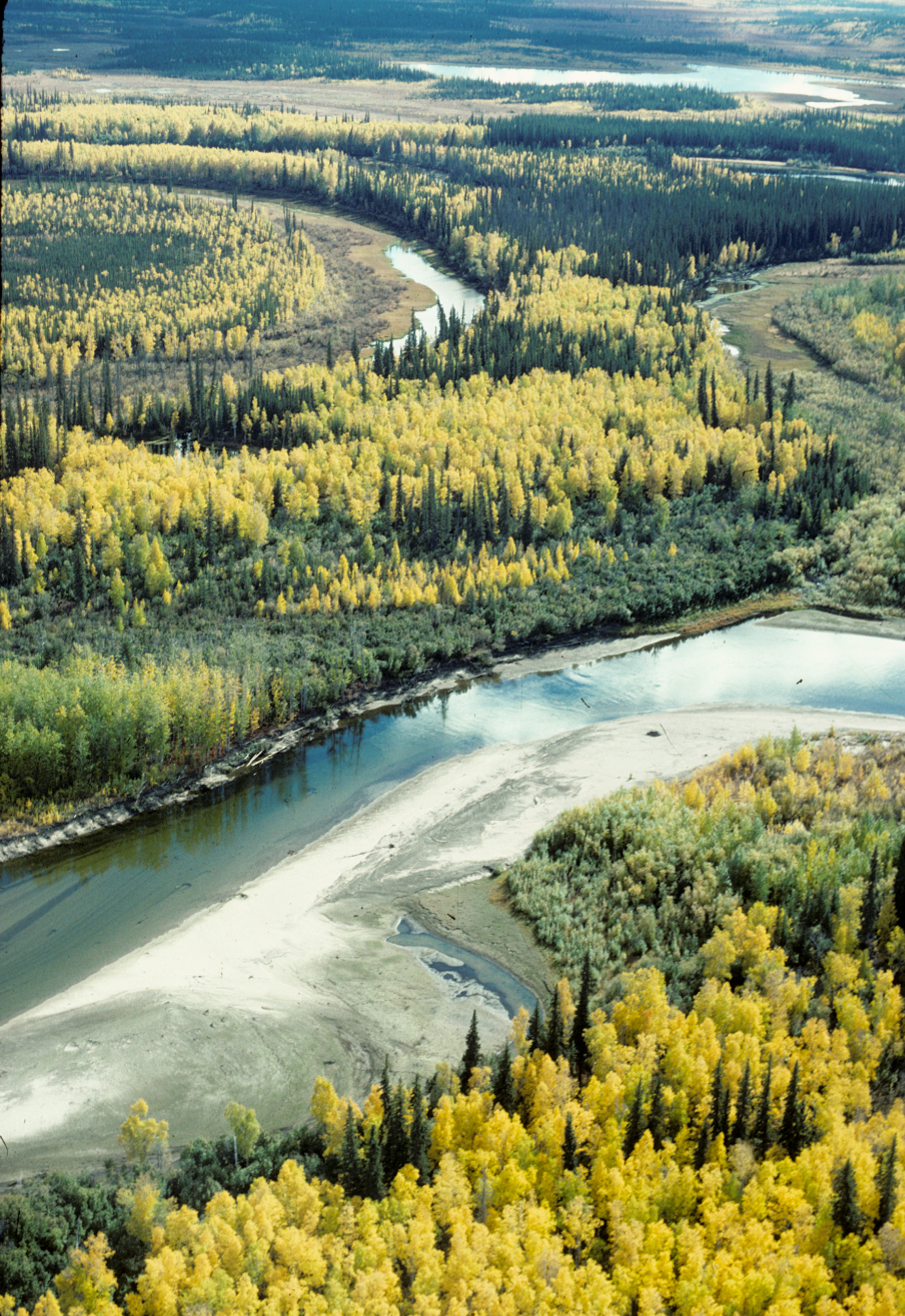
Jesień w rezerwacie przyrody Yukon Flats National Wildlife Refuge

Jukon jest terytorium o stosunkowo niewielkim udziale wód śródlądowych (1,7%) w ogólnej powierzchni. W Jukonie brak jest wielkich jezior. Do największych należą Kluane, Laberge, Kusawa i kilka mniejszych. Wszystkie one są rozlewiskami dopływów rzeki Jukon. Obok dorzecza tej rzeki, terytorium przecina gęsta sieć dorzeczy rzek Porcupine i Peel i Mackenzie. Duża część wód uwięziona jest w lodowcach w wyższych partiach gór.

### Klimat
W Jukonie panuje klimat subarktyczny. Średnia temperatura utrzymuje się powyżej +10 °C jedynie przez 4 miesiące w roku. Średnia temperatura w lipcu, najcieplejszym miesiącu roku, wynosi +14 °C. W pogodne dni lipca temperatura w słońcu może osiągnąć nawet +32 °C. Poza kołem polarnym na przemian panuje dzień polarny i noc polarna. Długie zimy, rozpoczynające się już w październiku i trwające do maja, są bardzo zimne. Temperatury utrzymują się w przedziale od –20 do –30 °C. Zważywszy jednak na silne północne wiatry temperatury odczuwalne są dużo niższe. Najniższa temperatura została zanotowana w 1947 w Snag i wynosiła –62 °C. Jukon jest raczej suchym obszarem – średnie roczne opady wynoszą 250 mm na równinach i 600 mm w górach. Niewielkie opady powodują, że średnia pokrywa śnieżna wynosi zaledwie 50 do 70 cm, znacznie mniej niż w wielu rejonach Kanady położonych znacznie dalej na południe.
 

### Zasoby naturalne
W Jukonie znajdują się bogate pokłady minerałów, przede wszystkim: złoto, srebro, gaz ziemny oraz nieeksploatowane od 1998 rudy ołowiu i cynku. Znaczna powierzchnia Jukonu pokryta jest lasami, które dostarczają surowca dla przemysłu drzewnego. Spadek rzek wykorzystywany jest do produkcji energii elektrycznej.

### Miejscowości
Kanadyjski urząd statystyczny (Statistics Canada) wyszczególnia dwa skupiska ludności (ang. population centres, fr. centres de population) na terenie terytorium: Whitehorse (24 513 mieszkańców w 2021 roku) oraz Dawson (1092).
 

## Historia
Jukon stał się terenem kolonizacji przez kompanie handlowe, najpierw Kompanię Północno-Zachodnią, a potem Kompanię Zatoki Hudsona od końca XVIII w. i przez pierwszą połowę XIX w. Potem, wraz z załamaniem się rynków na wyroby skórzane i futrzarskie, ponownie opustoszał. W 1867 region Jukonu wszedł pod administrację kanadyjską jako Dystrykt Jukon, część Terytoriów Północno-Zachodnich. W 1908 wobec konieczności rozszerzenia administracji w czasie gorączki złota w Klondike, Jukon został oddzielnym terytorium. Po wygaśnięciu gorączki złota pozostał terytorium, z bardzo ograniczoną administracją. Dopiero w drugiej połowie XX w. nastąpiło powolne odradzanie się terytorium, głównie w wyniku nowych odkryć geologicznych i rozwoju turystyki.

## Demografia
Według danych szacunkowych Kanadyjskiego Urzędu Statystycznego, Jukon w kwietniu 2011 zamieszkiwało 34 377 mieszkańców, co oznacza wzrost liczby ludności o 13,2% w porównaniu ze spisem ludności w 2006 (terytorium zamieszkiwało wówczas 30 372 osoby).
Jukon jest oficjalnie dwujęzyczny, jego językami urzędowymi są angielski i francuski. Język angielski jest językiem ojczystym dla 87,8%; natomiast francuski dla 3,7% mieszkańców (2006).

### Religia
Struktura religijna (2011):

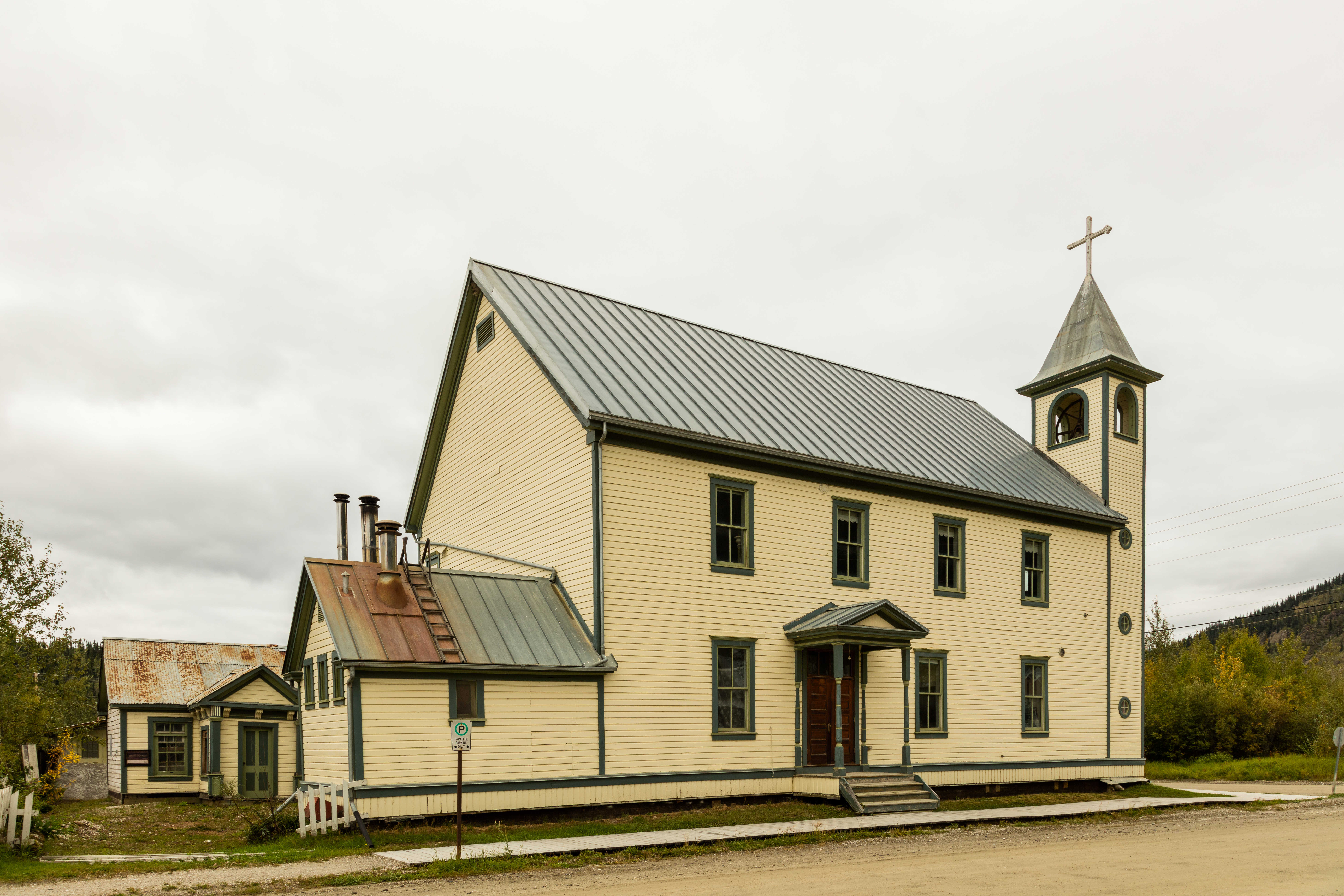
Kościół katolicki w Dawson City

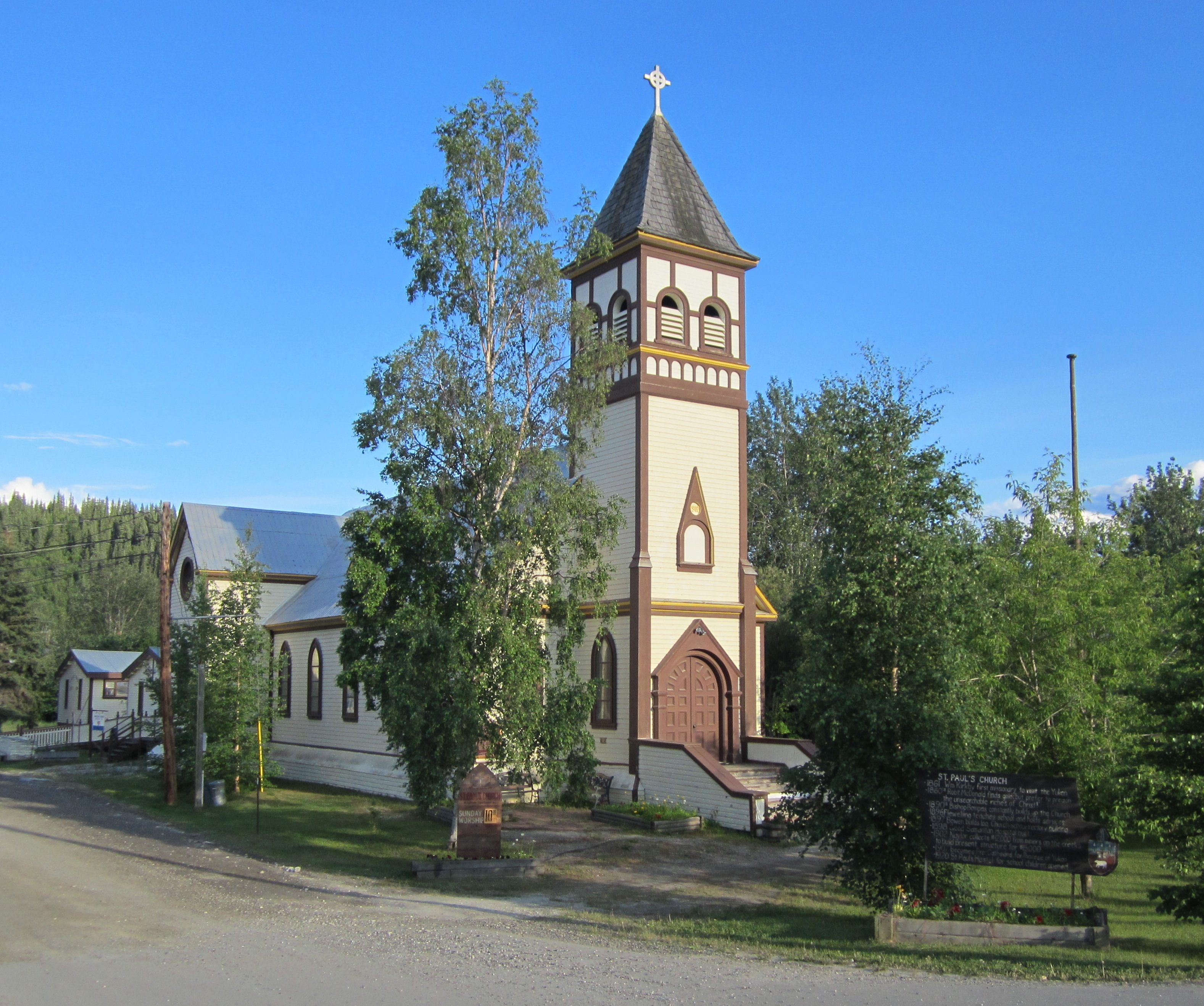
Kościół anglikański w Dawson City

- brak religii – 49,9% (agnostycy – 0,38% i ateiści – 0,18%),
- protestanci:
  - anglikanie – 8,2%,
  - Zjednoczony Kościół Kanady – 4,4%,
  - baptyści – 2,3%,
  - zielonoświątkowcy – 1,8%,
  - luteranie – 1,2%,
- katolicy – 18,4%,
- pozostali chrześcijanie – 8,9% (w tym nieokreśleni i mniejsze grupy protestanckie)
- tradycyjne religie plemienne – 1,2%,
- buddyści – 0,89%,
- hinduiści – 0,48%,
- prawosławni – 0,48%,
- bahaiści – 0,32%,
- mormoni – 0,27%,
- sikhowie – 0,27%,
- neopoganie – 0,24%,
- świadkowie Jehowy – 0,17%,
- muzułmanie – 0,12%,
- żydzi – 0,08%,
- pozostałe religie – 0,4%.

## Gospodarka
W Jukonie w 2002 zatrudnionych było 13 458 osób. Całkowity dochód terytorialny wyniósł 1211 mln dolarów kanadyjskich.
Głównymi gałęziami gospodarki Jukonu są:
- górnictwo – od kiedy zaniechano wydobycia cynku i ołowiu, wydobywa się złoto, srebro i gaz ziemny. Wartość wydobytych surowców w 2002 przekroczyła 75 mln dolarów.
- turystyka – w turystyce znajduje zatrudnienie prawie 30% zatrudnionych. Jukon oferuje unikalne możliwości uprawiania aktywnej turystyki – spływy kajakowe, konne wędrówki, myślistwo, wędkarstwo i wspinaczkę górską.
- przemysł leśny – 75 tys. km² lasów przeznaczonych jest pod wyręb. Ogranicza go niewielki roczny przyrost drzewostanu.
- łowiectwo i rybołówstwo – łowiectwo jest ciągle ważnym elementem lokalnej gospodarki, w której znajduje zatrudnienie wielu Indian.
- rolnictwo – jest niewielkim, lecz stale wzrastającym sektorem gospodarki. Sprzedaż lokalnych produktów rolnych, głównie ziemniaków, przynosi 2 mln dolarów rocznie.

## Polityka

### Zgromadzenie Legislacyjne Jukonu
Zgromadzenie Legislacyjne wybierane w powszechnych wyborach w jednomandatowych okręgach składa się z 18 deputowanych.
Obecnie (2021) mandaty podzielone są następująco:

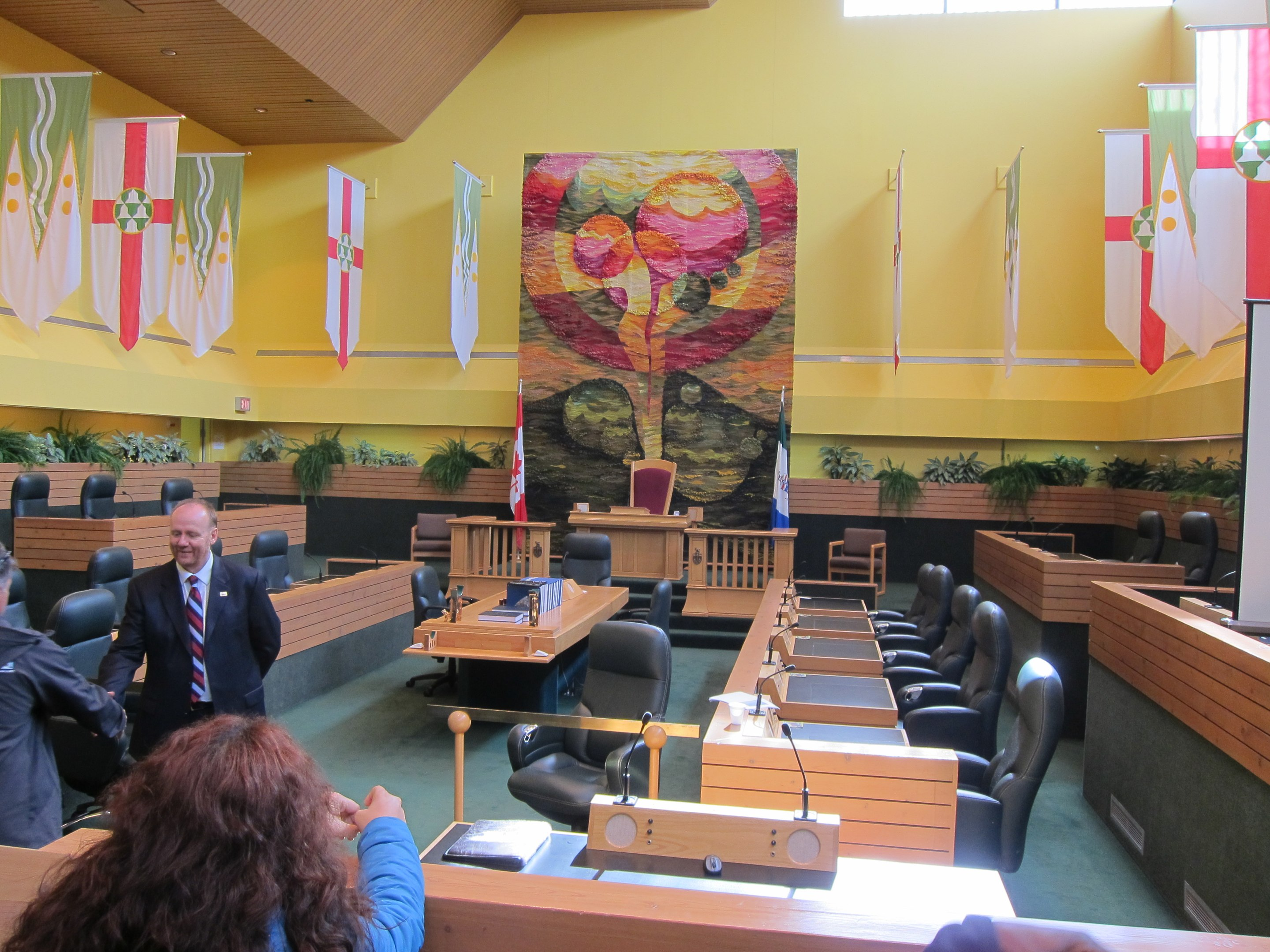
Zgromadzenie Legislacyjne Jukonu

- Liberalna Partia Jukonu – 8
- Nowa Partia Demokratyczna – 3
- Partia Jukonu – 8

### Premier Jukonu
Premier Jukonu jest szefem rządu terytorialnego. Posiada on bardzo szerokie uprawnienia, pozwalające prowadzić skuteczne rządy, jeśli tylko ma zapewnione poparcie w zgromadzeniu legislacyjnym. Premierem zostaje lider partii zdobywającej większość w zgromadzeniu. Jeśli z jakichś powodów w czasie trwania sesji zgromadzenia przewodniczący rządzącej partii zostaje zmieniony, następuje automatyczna zmiana na stanowisku premiera Jukonu.

### Rząd Jukonu
- Department of Community Services – Departament Spraw Komunalnych
- Department of Economic Development – Departament Rozwoju Gospodarczego
- Department of Education – Departament Edukacji
- Department of Energy, Mines, and Resources – Departament Energetyki, Górnictwa i Zasobów Naturalnych
- Department of Environment – Departament Ochrony Środowiska
- Department of Finance – Departament Finansów
- Department of Health & Social Services – Departament Zdrowia i Spraw Socjalnych
- Department of Highways and Public Works – Departament Robót Publicznych
- Department of Justice – Departament Sprawiedliwości
- Department of Tourism and Culture – Departament Turystyki i Kultury
- Public Service Commission – Komisja ds. Służb Publicznych
- Women’s Directorate – Dyrektoriat ds. Kobiet
- French Language Services Directorate – Dyrektoriat Usług Pomocy w Języku Francuskim
- Executive Council Office – Biuro Rady Wykonawczej